# Orillares
Orillares es una localidad española de la provincia de Soria, en la comunidad autónoma de Castilla y León). Pertenece al municipio de Espeja de San Marcelino. 

## Geografía
Antiguamente denominado Ororafes, que significa "lugar a la orilla", enclavado en los pinares soriano-burgaleses. Comprende una parte pinariega, en los términos de Valdecándalos, Valdepinedo, Las Colmenas el Risquiezo y la Isilla donde se encuentra el límite con el término del municipio burgalés de Hontoria del Pinar. En contraposición, goza también de un pequeño enclave de serranía calcárea, la sierra de La Matosa, Serrezuela y Cerro Martín. Además de sus paisajes, como centro de interés turístico podemos destacar las cuevas de la Hoz, enclaves formados por la erosión de miles de años provocada por el río Pilde, habiendo formado con el paso de los años un pequeño cañón rocoso calcáreo.
Pertenece al partido judicial de El Burgo de Osma.

## Historia
En el censo de 1879, ordenado por el conde de Floridablanca, figuraba incluida en la villa cabecera de la Jurisdicción de Espeja en el Partido de Tierra de Roa, Intendencia de Burgos, con jurisdicción de señorío y bajo la autoridad del regidor, nombrado por el duque de Veragua.
La localidad se llamó Ororafes. Consta de una asociación cultural denominada Ororafes, con más de 400 socios, que organiza sus fiestas en agosto, días después de las fiestas del pueblo, celebrándose juegos, bailes, cena de hermandad y viajes para sus socios.

## Demografía
En 1981 Orillares contaba con 50 habitantes, concentrados en el núcleo principal, pasando a 32 en  2010, 18 varones y 14 mujeres.
| Gráfica de evolución demográfica de Orillares entre 2000 y 2010                                  |
|                                                                                                  |
| Población de derecho (2000-2010) según los censos de población del INE a 1 de enero de cada año. |

## Economía
Agricultura, ganadería, Maquinaría y Fontanería

## Fiestas
Sus festividades son Santiago Apóstol, las fiestas de agosto o de la Asociación, el fin de semana anterior al día de la Virgen (15 de agosto) y la festividad de Santa Úrsula (21 de octubre).